# Casco M42

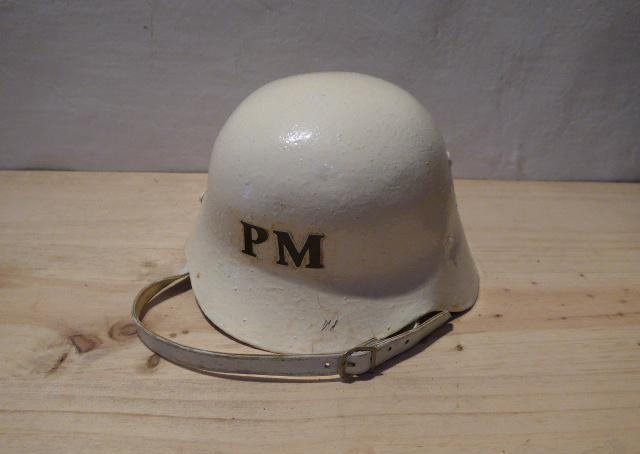
Casco M42 de la Policía Militar. La pintura nunca fue específica en el M42, permitiendo así la existencia de muchas variantes.

El casco M1942 (apodado Casco "Z", "alemán", o simplemente "M42") fue un casco de combate de acero usado por el Ejército de tierra Español desde finales de los años 50 hasta los años 80.

## Historia
La escasez de cascos ya estaba presente en España durante la guerra civil. Tres años de conflicto dejaron a España casi sin cascos militares, por lo cual era urgente la necesidad de dotar al ejército Español de un casco moderno y representativo. La Fábrica de Armas de Trubia, como consecuencia de la solicitud cursada por el Estado Mayor del Ejército, presentó algunos prototipos que no llegaron a desarrollarse. Al final la fábrica presentó al casco "Z", versión española del Stahlhelm alemán (pero de peor calidad). El casco fue fabricado por primera vez en España en 1942 y empezó a ser distribuido en 1943, pero la pobreza desenfrenada en España impidió su distribución general al ejército hasta finales de los años 50, a favor del casco M1926, más barato pero menos eficiente. Su fácil construcción permitió al casco "Z" ser fabricado en masa a partir de los años 60. El casco dejó de ser usado en los años 80. La aparición de los modernos Casco MARTE no supuso la desaparición del casco Z. Su sustitución fue lenta, prolongando su uso hasta más allá de mediados de los 90.

## Usos fuera del ejército

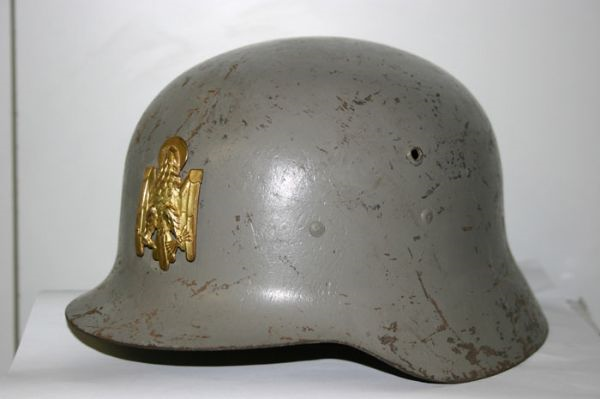
Casco Z de la Policía Armada

El Ejército de Tierra no fue el único usuario del casco "Z", la Policía Armada también lo usó hasta su disolución en 1978. El casco era el mismo pero de color gris y con el escudo del cuerpo de policía. También fue usado por la Policía Militar, unidades contra incendios, la Policía de Aviación y la Cruz Roja Española.

## Variantes
El M42 tuvo variantes durante su período de uso; especialmente a partir de finales de los años 70 y principios de los 80, para modernizarse y seguir las normas de la OTAN (a la que España acababa de unirse).
La primera modificación que tuvo el casco fue un añadido de tiras de tejido, badana y cuero que se sostenía por una estructura por dentro del casco. Se hicieron otros cambios, como añadir un barboquejo de tejido, o una segunda mentonera con orificios en los laterales, que fueron bien vistos por la OTAN, pues mejoraba la aireación interna y resultaba mucho más higiénico para el soldado. Pero el mayor cambio visual que tuvo el casco fue la herencia de varias fundas de camuflaje (tipo US Woodland o piel de rana). Aunque al principio no muy eficaces porque eran muy vulnerables al roce, las fundas hacían ver al casco mucho más moderno.

## Usuarios

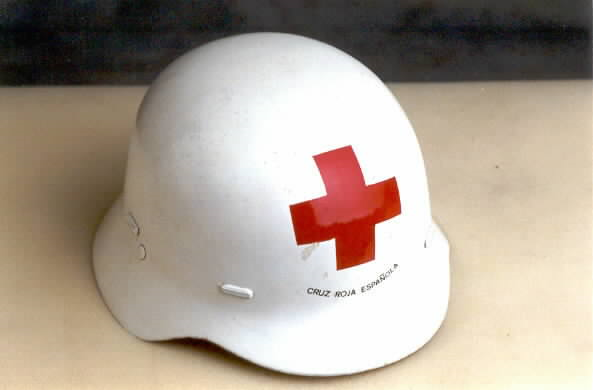
Casco M42 de la Cruz Roja

- España
  -  EspañaCasco M42 de la Cruz Roja

### Pie de página
1. ↑  «ESPAÑOL Z 42». www.cascoscoleccion.com. Consultado el 9 de mayo de 2020.
2. ↑  «ESPAÑOL Z 42». www.cascoscoleccion.com. Consultado el 9 de mayo de 2020.